# سان جورجو آکرمانو
سان جورجو آکرمانو (به ایتالیایی: San Giorgio a Cremano) یک کومونه در ایتالیا است که در استان ناپل واقع شده‌است.

## خصوصیات
سان جورجو آکرمانو ۴٫۱۱ کیلومترمربع مساحت و ۴۷٬۲۴۴ نفر جمعیت دارد و ۵۶ متر بالاتر از سطح دریا واقع شده‌است.